# Lobophora inaequaliata
Lobophora inaequaliata là một loài bướm đêm trong họ Geometridae.